# Chim↑Pom
Chim↑Pom（チン↑ポム）は、2005年8月、東京で結成されたアーティスト・コレクティブ。2022年4月にChim↑PomからChim↑Pom from Smappa!Group（チン↑ポム フロム スマッパ！グループ）に改名を行った。

## メンバー
メンバーはエリイ、卯城竜太、林靖高、水野俊紀、岡田将孝、稲岡求の6人編成。

### エリイ
フロントウーマン。幼稚園から高校までキリスト教の女子校に通う。高校在学中の2001年、美術の授業の一環として第1回「横浜トリエンナーレ」に行く。そこで生まれて初めて会田誠や塩田千春などの現代美術の作品に触れ、大変な衝撃を受ける。
武蔵野美術大学在学中にChim↑Pom結成。ユニット名はエリイが国分寺の踏切を待っているときに決めた。
2014年1月、結婚。結婚披露パーティーの後、新宿でデモ行進『LOVE IS OVER』を決行。このデモ行進も今ではChim↑Pomの代表作の一つ。
2022年、『AERA』35巻19号の表紙に写真が掲載される。ライターの福光恵によると、同誌表紙に我が子を抱いた女性の写真が掲載されるのは初のことらしい。著書『はい、こんにちは―Chim↑Pomエリイの生活と意見―』では、アーティストであり母でもある彼女ならではの視点で現代社会を切り取る。
- エリイ『はい、こんにちは―Chim↑Pomエリイの生活と意見―』新潮社、2022年1月31日。ISBN 978-4-10-354391-6。

### 卯城竜太
リーダー。 Chim↑Pomが公の立場としてコメントやメッセージを発する場合、卯城竜太またはエリイが喋ることが多い。 
社会正義や弱者救済というテーマが当然のように生活を取り囲む環境に育った。高校中退。会田誠が2001年 - 2004年の間「美学校」で担当していた現代美術演習の講座である「バラバラアートクラス」の出身。

### 林靖高
2015年、Prudential Eye AwardsでEmerging Artist of the Yearおよびデジタル・ビデオ部門の最優秀賞を受賞。

## 経歴
2005年8月、会田誠を通して知り合った6人のメンバーにより東京で結成。同年、会田誠がサンフランシスコで個展を開催した際、会場の一部で作品を展示し、アート界にデビューした。活動は映像作品を織り交ぜたインスタレーションが中心である。
2006年12月、無人島プロダクション（東京都墨田区江東橋）で最初のビデオ先品『ERIGERO』（2005年）などを展示。この年、彼らにとって初の個展となる『スーパー☆ラット』を開催。『ERIGERO』は、エリイがイッキコールに合わせてピンクの液体を飲み続け、白い床に吐き続けるというもの。
2007年、「新・公募展2007」で広島市現代美術館賞（大賞に相当）を受賞。また、メンバー4人が私財を投じてカンボジアに渡り「サンキューセレブプロジェクト アイムボカン」を実行。ブランドバッグなどを地雷で爆破したうえでオークションで販売。売り上げを地雷被害者支援団体に寄付。 
2008年には被爆地である広島市の上空に、飛行機雲で「ピカッ」という文字を描いたことが問題となった（後述）。広島での個展も中止となる。
2010年、河出書房新社より初作品集が出版。同年「Asia Art Award」のファイナリストが発表され、日本代表に選出される。同年、国際美術展サンパウロ・ビエンナーレに参加。
2011年4月、渋谷駅構内に設置されたパブリックアートである岡本太郎の壁画『明日の神話』に、福島第一原子力発電所事故を風刺する絵を付け足したことが問題になった。なお、映画監督の園子温がこれらの行為に共感を示し、2012年には彼らと対談している。
2015年、「Prudential Eye Awards 2015」において、DIGITAL/VIDEO部門ならびにOVERALLでWINNERとなり、ロンドンのサーチギャラリーSaatchi Galleryでの個展の機会が与えられる。同年3月、福島第一原発の事故の帰宅困難地域で開催する「見に行けない展覧会」『Don't Follow the Wind』を発案。参加。
2016年10月、歌舞伎町の解体予定のビルで「また明日も観てくれるかな？」展を開催。『ビルバーガー』などを展示。
2019年、コレラによる死者が埋葬されているマンチェスターの廃墟で、パンデミックと都市インフラをテーマにプロジェクト「A Drunk Pandemic」を発表。
2022年4月、Chim↑PomからChim↑Pom from Smappa!Group（チン↑ポム フロム スマッパ！グループ）に改名を行った。
2022年5月、森美術館（東京都港区六本木）のワンフロアを使って結成17年を回顧する『ハッピースプリング』を開催。

### 個展
2006年
「スーパー☆ラット」 無人島プロダクション (東京)
2007年
「オーマイゴッド」 無人島プロダクション (東京)
「サンキューセレブプロジェクト アイムボカン」 無人島プロダクション(東京)
2008年
「日本のアートは10年おくれている」 NADiff a/p/a/r/t(東京)
「友情か友喰いか友倒れか／BLACK OF DEATH curated by 無人島プロダクション」 hiromiyoshii(東京)
「オーマイゴッド！ 〜気分はマイアミビーチ〜」 無人島プロダクション(東京)
2009年
「広島！」 Vacant／東京
「捨てられたチンポ」 ギャラリー・ヴァギナ(a.k.a. 無人島プロダクション)(東京)
「広島！！」 NADiff a/p/a/r/t(東京)
「にんげんていいな」 山本現代(東京)
「FujiYAMA, GEISHA, JAPAnEse!!」 無人島プロダクション(東京)
2010年
「Imagine」無人島プロダクション、SNAC(東京)
2011年
「REAL TIMES」 無人島プロダクション(東京)、スタンダードブックストア心斎橋(大阪) へ巡回
「SURVIVAL DANCE」 無人島プロダクション(東京)
「K-I-S-S-I-N-G」 The Container(東京)
「LEVEL 7 feat. 『広島!!!!』」 原爆の図丸木美術館(埼玉)
「Chim↑Pom」 MoMA PS1(ニューヨーク)
2012年
「Beautiful World：SURVIVAL DANCE」 PROJECT FULFILL ART SPACE、台北、台湾
「Chim↑Pom」 パルコミュージアム(東京)
2013年
「PAVILION」 岡本太郎記念館(東京)
「”広島!!!!!展”準備展!」 広島市内ホットスポットギャラリー、旧日本銀行広島支店(広島)
「Chim↑Pom × 叢 ‒ Qusamura　『広島!!!!!展』準備展！@ホットスポットギャラリー」 hiromiyoshii roppongi Window Gallery(東京)
「広島!!!!!」展 旧日本銀行広島支店(広島)
2022年
「Chim↑Pom展：ハッピースプリング」 森美術館(東京)

### 合同展
2007年
「Re-Act 新・公募展2007」 広島市現代美術館
「DAIWA RADIATOR FACTORY VIEWING ROOM vol.4」 大和ラヂヱーター製作所ビューイング・ルーム(広島)
「感情の強盗 emotion burglar」 BankART Studio NYK(神奈川)
2008年
「DEATH BY BASEL」Fredric Snitzer Gallery、マイアミ、アメリカ
「東京ナンセンス」SCION Installation L.A.、ロサンゼルス、アメリカ
「KITA!!：Japanese Artists Meet Indonesia」ジョグジャ・ナショナル・ミュージアム、ジョグジャカルタ、インドネシア
「ライフがフォームになるとき－未来への対話／ブラジル、日本」サンパウロ近代美術館(サンパウロ、ブラジル)
「ニュートーキョーコンテンポラリーズ」（marunouchi）HOUSE、東京
2009年
「ミイラっていいな」山本現代、東京
「Spooky Action at a Distance：A Big In Japan exhibition of new videos from Japanese artists」Black & Blue Gallery、シドニー、オーストラリア
「A Blow to the Everyday」Osage Kwun Tong、香港
「Urban Stories：The X Baltic Triennial of International Art」Contemporary Art Centre (CAC)、ヴィリニュス、リトアニア
「ウィンター・ガーデン：日本現代美術におけるマイクロポップ的想像力の展開」原美術館、東京
2010年
「第29回サンパウロビエンナーレ：There is always a cup of sea to sail in」シッシロ・マタラッツォ・パビリオン、サンパウロ、ブラジル
「Asia Art Award」ソマ美術館、ソウル、韓国
「六本木クロッシング2010：芸術は可能か？」森美術館、東京
「リフレクション／映像が見せる“もうひとつの世界”」水戸芸術館現代美術ギャラリー、茨城
「移動～無人島in高円寺での最初で最後のグループ展～」無人島プロダクション、東京:「ミイラっていいな」山本現代、東京
2011年
「Life, no Peace, only Adventure」釜山市立美術館、釜山、韓国
「Villa Tokyo」京橋、東京
「エルピスの空」TOKYO DESIGNERS WEEK 2011（TDW-ART）、東京
「シブカル祭。」渋谷PARCO、東京
「CITY-NET ASIA 2011：Asian Contemporary Art Project」ソウル市立美術館、ソウル、韓国
「Mildura Palimpsest #8 - Collaborators and Saboteurs」Arts Mildura、ミルデュラ、オーストラリア
「Invisibleness is Visibleness：International Contemporary Art Collection of a Salaryman-Daisuke Miyatsu」台北当代芸館、台北、台湾
「Never give up!」PASS THE BATON GALLERY、東京
2012年
「3.11とアーティスト：進行形の記録」水戸芸術館現代美術ギャラリー、茨城
「第9回上海ビエンナーレ：REACTIVATION」上海当代芸術博物館、上海、中国
「Project Daejeon 2012：Energy」テジョン市立美術館、テジョン、韓国
「ソンエリュミエール、そして叡智」金沢21世紀美術館、石川
「Get Up, Stand Up」シアトル美術館、シアトル、アメリカ
「歴史の天使－アイ・ラブ・アート 12 写真展」ワタリウム美術館、東京
「ひっくりかえる－Turning Around－」（キュレーション：Chim↑Pom）ワタリウム美術館、東京
「Double Vision：Contemporary Art from Japan」モスクワ市近代美術館、モスクワ（ハイファ美術館、イスラエルに巡回）
「The Fire that Doesn't Go Out」Richard D. Baron Gallery、オハイオ、アメリカ
「TPAM in Yokohama 2012」BankART Mini、神奈川
2013年
「シブカル祭。2013～フレフレ！全力女子！～」渋谷PARCO、東京
「Atomic Surplus」CCA Muñoz Waxman Galleries、ニューメキシコ、アメリカ
「adidas Originals PRESENTS BETTER NEVER THAN LATE」小太刀製作所跡地、東京
「Now Japan; Exhibition with 37 contemporary Japanese artists」Kunsthal KAdE、オランダ
「inToAsia: Time-based Art Festival 2013 – MicroCities」Stephan Stoyanov Gallery, ニューヨーク、アメリカ
「高橋コレクションーマインドフルネス」霧島アートの森、鹿児島
「アートがあればII ─ 9人のコレクターによる個人コレクションの場合」東京オペラシティ アートギャラリー、東京
「MOTコレクション　ぼくからきみへ　－ちかくてとおいたび－」東京都現代美術館、東京　
「LOVE展： アートにみる愛のかたち―シャガールから草間彌生、初音ミクまで」森美術館、東京

### イベント
2005年
「イケイケ40歳」（ライブパフォーマンス）BankART 1929 Yokohama／横浜
「ふつうサミット」（映像上映）　ANPONTAN／東京
「ハッピーサマー2005」（ライブパフォーマンス） NADiff／東京
2006年
「イケイケアクション」主催　ライブパフォーマンス）　A.R.T.／東京
「会田誠の映像ダヨ！全員集合！！」（映像上映）ミヅマアートギャラリー／東京
2007年
「HARAJUKU PERFORMANCE +(Plus)」 ラフォーレミュージアム／東京
「サンキューセレブプロジェクト　アイムボカン：チャリティーオークション」 P-House／東京　
「吾妻橋ダンスクロッシング」アサヒ・アートスクエア／東京
2008年
「吾妻橋ダンスクロッシング」アサヒ・アートスクエア／東京
「第3回ガンダーラ映画祭：ノーインテリジェンス〜映画界のラスプーチンと呼ばれて」参加
2009年
「ヒロシマ平和映画祭2009“映画交歓都市・広島の創造にむけて”」横川シネマ、広島
東京コレクション「THIS IS FASHION」台東デザイナーズビレッジ、東京
「TOKIO-SHIBUYA : THE NEW GENERATION」Hebbel Am Ufer[HAU]、ベルリン（作品展示）
「仙台短篇映画祭2009」せんだいメディアテーク、宮城
「吾妻橋ダンスクロッシング」アサヒ・アートスクエア、東京（作品展示）
「“にんげんていいな”ディナーショー」山本現代、東京（Chim↑Pom主催）
『なぜ広島の空をピカッとさせてはいけないのか』出版記念パーティー」Vacant、東京（Chim↑Pom主催）
2010年
「スペクタクル・イン・ザ・ファーム 2010」那須塩原市／那須町／栃木県
東京コレクション「MIKIO SAKABE × Chim↑Pom」国立代々木競技場roomsLINK／東京
「Chim↑Pom トーク：「Asia pARTy Forum」報告会＆初作品集刊行記念トーク」SNAC／東京
2011年
「BOMBNICATION」スタンダードブックストア心斎橋 B1F カフェ／大阪

## 広島原爆及び東日本大震災と表現の自由問題

### 広島での問題
広島市現代美術館での展覧会に先立って行った活動が問題となった。2008年10月、軽飛行機をチャーターして広島市の上空に飛行機雲で「ピカッ」という文字を5回描き、平和記念公園などからメンバーが撮影した。原爆被害者を冒涜する行為として報道が過熱し謝罪会見に発展、予定されていた広島市現代美術館での展覧会が取り止めになった。2009年3月に、騒動を検証した本『なぜ広島の空をピカッとさせてはいけないのか』を刊行、それに合わせて「広島！」展を開催し作品を発表した。制作意図を伝えた現在では被爆者らと交流があり、津波で流された額縁で制作した作品「Never Give Up」（2011年）を被爆者団体と共同制作した。

### 明日の神話事件
渋谷駅にパブリックアートとして設置されている岡本太郎の壁画「明日の神話」に、2011年5月1日夜、東日本大震災による福島第一原発事故を思わせるベニヤ板に描かれた絵が付け足されているのが発見された。Chim↑Pomはこれを自分たちの行動によるものであると名乗り出た。なお本人たちはこの行動のため事前に寸法を綿密に計算している。
この事件で同年7月13日にメンバーのうち3人が軽犯罪法違反（はり札）容疑で書類送検された。その後「表現の自由をサポートする」と水野祐弁護士（シティライツ法律事務所）が代理人となり不起訴に持ち込んだ。
この事件に対し、東京都南青山にある岡本太郎記念館（川崎市岡本太郎美術館とは異なる）の館長である平野暁臣は、「みなさんはいたずらとおっしゃるけれど、スプレーを作品に吹き付けたり傷つけたりしたわけではない。『明日の神話』は後世に残すべき作品だと敬意を払ったやり方をしている。行動の対象としてわかりやすい。ゲリラ的な瞬間芸として明らかにアートの文脈で行われた行為です。ただ作品としては斬新さも感じないしほめるつもりもありませんが、日本の置かれた状況や不安感を表現したいと思うのは当然」と評した。2013年に岡本太郎記念館で、Chim↑Pomの企画展『PAVILION』が開催され、「LEVEL7 feat.『明日の神話』」と題されたこのベニヤ板作品は同館に寄贈された。

## パブリックコレクション
- 国際交流基金
- 森美術館
- 金沢21世紀美術館
- 東京都現代美術館
- 札幌宮の森美術館
- アジアソサエティ美術館(アメリカ)
- Queensland Art Gallery(オーストラリア)

## 出版

### 自著
- Chim↑Pom, 阿部謙一 編『なぜ広島の空をピカッとさせてはいけないのか』河出書房新社、2009年。ISBN 978-4-309-90830-4。
- Chim↑Pom『芸術実行犯』朝日出版社〈ideaink 03〉、2012年。ISBN 978-4-255-00664-2。
- Chim↑Pom 著、Chim↑Pom 編『エリイはいつも気持ち悪い エリイ写真集』Chim↑Pom(監修)、朝日出版社、2014年。ISBN 978-4-255-00771-7。
- Chim↑Pom, 椹木野衣 編『Don’t Follow the Wind: 展覧会公式カタログ２０１５』河出書房新社、2015年9月29日。ISBN 978-4-309-25562-0。
- Chim↑Pom『都市は人なり 「Sukurappu ando Birudo プロジェクト」全記録』LIXIL出版、2017年。ISBN 978-4-86480-031-0。

### 作品集
- Chim↑Pom『Chim↑Pom ―チンポム作品集』河出書房新社、2010年。ISBN 978-4-309-25527-9。
- Chim↑Pom『SUPER RAT』パルコ出版、2012年。ISBN 978-4-89194-987-7。
- Chim↑Pom『We Don't Know God: Chim↑Pom 2005–2019』ユナイテッドヴァガボンズ、2019年。ISBN 978-4-908600-03-6。

### DVD
- Chim↑Pom(出演) (2006). P.T.A.（Pink Touch Action） (DVD). 東京都墨田区江東橋: 無人島プロダクション.
- Chim↑Pom(出演) (2007). The Making of Thank You Celeb Project I'm BOKAN (DVD). 無人島プロダクション.
- Chim↑Pom(企画・撮影・編集・出演) (2009). Joy to Love (DVD). 無人島プロダクション. ASIN B002JRBPO2。

### 関連書籍
- Ellen Mara De Wachter (2017). Co-Art: Artists on Creative Collaboration. Phaidon Press. ISBN 978-0-71487288-9